# 대저생태공원
대저생태공원(大渚生態公園, Daejeo Ecological Park)은 대한민국 부산광역시에 있는 공원 및 스포츠 시설이다. 마사토 필드가 갖춰진 경기장이며, 2012년 5월에 준공되었다.

## 참고 문헌
- “대저생태공원”. 낙동강관리본부.
- “대저생태공원”. 《부산생활체육포털》. 부산광역시청.
- 《2023 전국 공공체육시설 현황 (2022년 12월말 기준)》. 대한민국 문화체육관광부. 2024.